# Danh sách cờ Hàn Quốc
Dưới đây là danh sách cờ được sử dụng ở Đại Hàn Dân Quốc, từ năm 1945 đến nay.

## Quốc kỳ
| Cờ | Ngày                                       | Sử dụng                                     | Mô tả |
| -- | ------------------------------------------ | ------------------------------------------- | --- |
|    | 15 tháng 8 năm 1948 – 15 tháng 10 năm 1949 | Cờ dân sự và cờ hiệu của Hàn Quốc đầu tiên. | Cờ được thiết kế bởi Quốc hội. |
|    | 15 tháng 10 năm 1949 – Tháng 10-1997       | Cờ dân sự và cờ hiệu của Hàn Quốc đầu tiên. | Cờ được thiết kế bởi Bộ giáo dục và văn hóa vào tháng 10 năm 1949. Màu chính xác không được nêu rõ.                                         |
|    | Tháng 10-1997 – nay                        | Cờ dân sự và cờ hiệu của Hàn Quốc lần thứ 6 | Vào tháng 10 năm 1997, chính phủ Hàn Quốc chính thức quy định của thể màu sắc chính xác sử dụng trên cờ thông qua nghị định của tổng thống. |
|    | Tháng 10-1997 – nay                        | Cờ dân sự và cờ hiệu của Hàn Quốc lần thứ 6 | Vào tháng 10 năm 1997, chính phủ Hàn Quốc chính thức quy định của thể màu sắc chính xác sử dụng trên cờ thông qua nghị định của tổng thống. |

## Cờ chính phủ quốc gia
| Cờ | Ngày                | Sử dụng                    | Mô tả                                                                                                 |
| -- | ------------------- | -------------------------- | --- |
|    | 1967 – nay          | Cờ của Tổng thống Hàn Quốc | Hai phượng hoàng với hoa dâm bụt nằm dưới cánh                                                        |
|    | 1988 – nay          | Cờ của Thủ tướng Hàn Quốc  | Hoa dâm bụt vàng nằm trong huy hiệu hoa dâm bụt                                                       |
|    | Tháng 3 2016 – nay  | Cờ của chính phủ quốc gia  | Biểu tượng huy hiệu Taeguk, với dòng chữ bằng tiếng Hàn 대한민국정부 ("Chính phủ quốc gia Hàn Quốc"). |
|    | 1949 – Tháng 3 2016 | Cờ của chính phủ quốc gia  | Biểu tượng huy hiệu hoa dâm bụt, bên trong là chữ 정부 ("Chính phủ quốc gia").                        |

## Cờ quân đội
| Cờ | Ngày        | Sử dụng                   | Mô tả                                                                                                   |
| -- | ----------- | ------------------------- | --- |
|    | 1946 – nay  | Cờ của quân đội           | Huy hiệu của quân đội được chia làm đôi; nửa trên trắng, nửa dưới xanh.                                 |
|    | 1955 – nay  | Thủy quân (cờ hải quân)   | Taegeuk nằm trên hai cái mỏ neo bắt chéo trong nền trắng và nền xanh lớn                                |
|    | 1952 – nay  | Cờ của quân đoàn hải quân | Tương tự như Cờ quân đoàn hải quân Hoa Kỳ thể hiện sự uy thế của Mỹ từ lúc thành lập quân đội Hàn Quốc. |
|    | 1951 – 2005 | Huy chương không quân cũ  | Sử dụng đến năm 2000                                                                                    |
|    | 2005 – nay  | Huy chương của không quân | Sử dụng sau năm 2000                                                                                    |

## Cờ biên phòng Hàn Quốc
| Cờ | Ngày       | Sử dụng                    | Mô t3                                    |
| -- | ---------- | -------------------------- | ---------------------------------------- |
|    | 2005 – nay | Cờ của Tuần duyên Hàn Quốc | Cờ có 3 đường chéo đỏ, vàng, xanh dương. |